# Vålerenga Ishockey
Vålerenga Ishockey er en ishockeyklub fra Oslo underordnet Vålerengen Idrettsforening, som blev grundlagt den 29. Juli 1913 og spiller i Fjordkraftligaen, Norges højeste division.
Vålerenga Ishockey (også kendt som Vålerenga Hockey, Vålerengen, Enga, St. Halvards mænd, VIF, VIF Hockey, Iskrigerne og Oslos stolthed) Vålerenga Hockey-elite for mænd er siden 1960 blevet norske mestre 26 gange, senest i 2009. Vålerenga Hockey-elite for mænd er også blevet ligamestre 30 gange, senest i 2018/19 sæsonen. Vålerenga Kvinder og Vålerengas ungdomsafdeling har vundet mange medaljer og titler gennem årene. Med over 100 medaljer og titler er Vålerenga Norges mest vindende ishockeyklub, Vålerenga er også kendt uden for Norges grænser.

## Meritter
- Norsk mesterskab (26): 1960, 1962, 1963, 1965, 1966, 1967, 1968, 1969, 1970, 1971, 1973, 1982, 1985, 1987, 1988, 1991, 1992, 1993, 1998, 1999, 2001, 2003, 2005, 2006, 2007, 2009
- Seriemesterskab (30): 1961/62, 1962/63, 1963/64, 1964/65, 1965/66, 1966/67, 1967/68, 1968/69, 1969/70, 1970/71, 1979/80, 1981/82, 1984/85, 1987/88, 1990/91, 1991/92, 1992/93, 1993/94, 1995/96, 1997/98, 1998/99, 1999/00, 2001/02, 2002/03, 2004/05, 2006/07, 2009/10, 2012/13, 2013/14, 2018/19.

- Norsk mesterskab i ishockey for kvinner (11): 2000, 2001, 2002, 2004, 2005, 2006, 2007, 2008, 2010, , 2012, 2013, 2015.
- Seriemesterskab (8): 1997/98, 1998/99, 1999/00, 2000/01, 2011/12, 2012/13, 2013/14, 2016/17.

## Berømte spillere med tilknytning til klubben
- Morten Ask
- Alexander Bonsaksen
- Travis Brigley
- Johan Brummer
- Brede Csiszar
- Scott Hartnell
- Stig Johansen
- Roy Johansen
- Espen «Shampo» Knutsen
- Einar Bruno Larsen
- Chris Mason
- Jim Marthinsen
- Tommy Marthinsen
- Anders Myrvold
- Per Skjerwen Olsen
- Øystein Olsen
- Marius Rath
- Markus Søberg
- Steffen Søberg
- Bård Sørlie
- Petter Thoresen
- Johan Åkerman

## Eksterne links
- Vålerenga hjemmeside